# ریولوناتو
ریولوناتو (به ایتالیایی: Riolunato) یک کومونه در ایتالیا است که در استان مودنا واقع شده‌است.

## خصوصیات
ریولوناتو ۴۵٫۲ کیلومترمربع مساحت و ۷۳۴ نفر جمعیت دارد و ۷۱۵ متر بالاتر از سطح دریا واقع شده‌است.

## خواهرخوانده
شهر توشهاون خواهرخواندهٔ ریولوناتو هست.